# قلعه یزجرد
بقایای قلعه یزجرد مربوط به دوران‌های تاریخی پس از اسلام است و در شهرستان قزوین، بخش مرکزی، روستای رزجرد واقع شده و این اثر در تاریخ ۲۵ اسفند ۱۳۸۰ با شمارهٔ ثبت ۵۶۰۱ به‌عنوان یکی از آثار ملی ایران به ثبت رسیده است.